# إسفاناخ (جنس)
الإسفاناخ  هو جنس نبات مزهر في الفُصيلة السرمقاوات من الفصيلة القطيفية. النوع الأكثر شيوعًا هو السبانخ.